# Orphisme (art)
Pour les articles homonymes, voir Orphisme (homonymie).

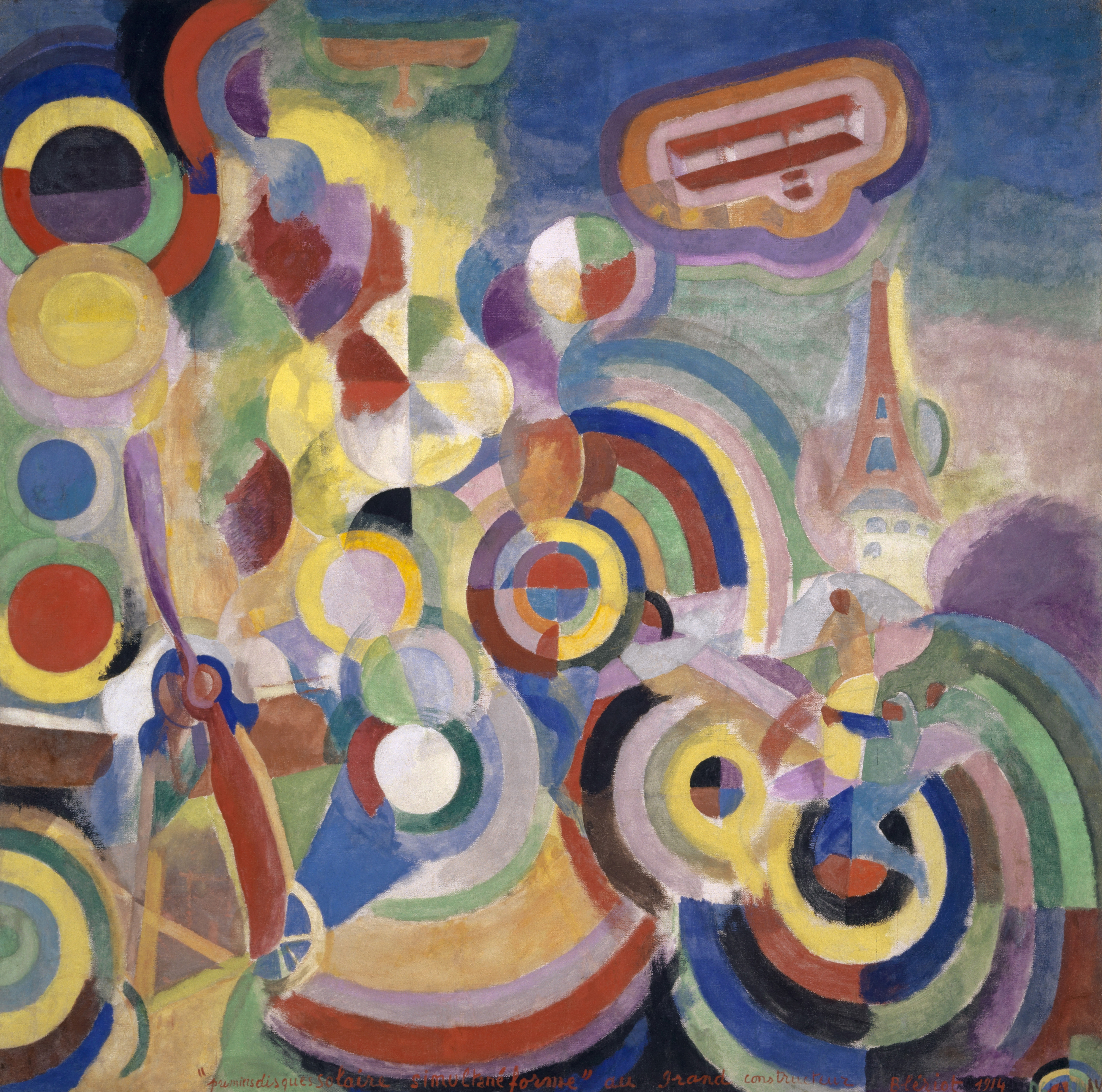
Robert Delaunay, Hommage à Blériot, 1914, Kunstmuseum, Bâle.

En 1912, Apollinaire distingue, lors de l’exposition de la Section d'Or, le cubisme scientifique du cubisme orphique. Le nom « orphisme » fait clairement référence à son poème Orphée de 1908, qui traite de poésie pure, sorte de « langage lumineux ». Une autre interprétation de ce terme est proposée : le nom fait l'analogie de cette peinture avec la musique. En effet, au début du XXe siècle, la musique représentait l'art moderne par excellence, parfaitement abstraite, donc pure, et comportant une fonction totalisatrice. Elle pouvait réunir tous les arts, comme dans les opéras de Wagner (concept du Gesamtkunstwerk). Ces deux interprétations, non contradictoires, se complètent. À l'origine du terme « orphisme » dans le cadre évoqué ici se trouve Gabriële Buffet-Picabia, elle-même musicienne, qui accompagna et inspira Francis Picabia et Guillaume Apollinaire pendant cette période.

## Histoire
La tendance est révélée au public lors du Salon des indépendants de 1913, qui réunit des peintres tels que František Kupka, Francis Picabia, Fernand Léger et Vassily Kandinsky. Elle est « l’évolution lente et logique de l’impressionnisme, du pointillisme, de l’école du fauvisme et du cubisme », déclare le poète (l’Intransigeant, 1913). En réalité, elle est surtout pratiquée par ses fondateurs : Robert Delaunay et Sonia Delaunay. Elle prend sa source dans le cubisme analytique, reprenant la platitude de l’espace et l’abstraction. Durant sa période destructrice (1910-1912), Delaunay brise les objets par la répétition de la lumière.
Poussant ce procédé à son comble et constatant sa faculté vibratoire, « La destruction de l’objet lui semble devoir être acceptée comme définitive » (Pierre Francastel). Dès lors, il se détache du côté statique et monochrome du cubisme en puisant son inspiration non plus dans les objets extérieurs, mais dans la lumière elle-même, procréatrice de dynamisme et de forme. Pour cela, les artistes comme Delaunay, utilisent des couleurs vives et chaudes.
La série Les Fenêtres (1912) annonce la naissance de l’orphisme. « J’eus l’idée à cette époque d’une peinture qui ne tiendra techniquement que de la couleur, des contrastes, mais se développant durant le temps et se percevant simultanément, d’un seul coup » (Delaunay).
Il élabore une méthode personnelle et peint les Disques et les Formes circulaires (1912-1913), en faisant l’expérience de regarder fixement la lune et le soleil. Le tableau traduit les impressions imprimées par la lumière sur sa rétine.
En substituant la couleur à la ligne pour la production des formes, il s'oppose à la peinture traditionnelle, qui choisissait la ligne, car elle correspondait à la réalité empirique et donc permettait la production d'un tableau rationnel. En travaillant sur la couleur (les combinaisons possibles et leurs effets), Robert et Sonia Delaunay ouvrent la voie à la théorie de l'art selon laquelle chaque élément plastique produit un effet de sens spécifique.